# Épinant
Épinant est une ancienne commune française du département de la Haute-Marne en région Grand Est. C'est une commune associée du Val-de-Meuse depuis 1972.

## Géographie
Le village est traversé par la route D107.

## Toponymie
Anciennement mentionné : Espinant (1249), Espinent (1274), Espinantum (1293), Espinal (1407), Espinan (1489), Espinen (1683).

## Histoire
En 1789, ce village dépend de la province de Champagne dans le bailliage de Chaumont et la prévôté de Nogent.
Le 2 juin 1972, la commune d'Épinant est rattachée sous le régime de la fusion-association à celle de Montigny-le-Roi qui devient Le Val-de-Meuse.

## Politique et administration
| Période                                  | Période  | Identité          | Étiquette | Qualité |
| ---------------------------------------- | -------- | ----------------- | --------- | ------- |
|                                          | En cours | Dominique Lambert |           |         |
| Les données manquantes sont à compléter. |          |                   |           |         |

## Démographie
| 1793 | 1800 | 1806 | 1821 | 1831 | 1836 | 1841 | 1846 | 1851 |
| ---- | ---- | ---- | ---- | ---- | ---- | ---- | ---- | ---- |
| 246  | 225  | 260  | 279  | 224  | 248  | 249  | 231  | 265  |

| 1856 | 1861 | 1866 | 1872 | 1876 | 1881 | 1886 | 1891 | 1896 |
| ---- | ---- | ---- | ---- | ---- | ---- | ---- | ---- | ---- |
| 244  | 248  | 249  | 237  | 230  | 214  | 220  | 226  | 217  |

| 1901 | 1906 | 1911 | 1921 | 1926 | 1931 | 1936 | 1946 | 1954 |
| ---- | ---- | ---- | ---- | ---- | ---- | ---- | ---- | ---- |
| 194  | 206  | 212  | 165  | 169  | 169  | 153  | 134  | 140  |

| 1962 | 1968 | - | - | - | - | - | - | - |
| ---- | ---- | - | - | - | - | - | - | - |
| 128  | 124  | - | - | - | - | - | - | - |

## Lieux et monuments
- Église Notre-Dame de l'Assomption, reconstruite entre 1841 et 1842

## Personnalités liées à la commune
- Jacques Lambert (préfet)